# USS Rochester (CA-124)
O USS Rochester foi um cruzador pesado operado pela Marinha dos Estados Unidos e a terceira embarcação da Classe Oregon City. Sua construção começou em maio de 1944 na Bethlehem Shipbuilding e foi lançado ao mar em agosto de 1945, sendo comissionado na frota norte-americana em dezembro do ano seguinte. Era armado com uma bateria principal composta por nove canhões de 203 milímetros montados em três torres de artilharia triplas, tinha um deslocamento carregado de dezessete mil toneladas e alcançava uma velocidade máxima de 33 nós.
O Rochester começou sua carreira no Oceano Atlântico e ocupou-se principalmente de exercícios de rotina e viagens de treinamento. Foi transferido para o Oceano Pacífico em 1950 e pelos três anos seguintes fez várias viagens de serviço para a Guerra da Coreia, atuando principalmente em ações de bombardeio litorâneo e suporte de artilharia. Depois disso alternou períodos de serviço no Sudeste Asiático com tempos de exercícios de rotina na Costa Oeste dos Estados Unidos. Foi descomissionado em agosto de 1961 e mantido inativo até ser desmontado em 1974.